# Darja Švajger
Darja Švajger (nascuda el 16 de juny de 1965 a Maribor, Eslovènia, República Federal Socialista de Iugoslàvia) és una cantant eslovena.

## Carrera
Ella es va graduar en jazz i en cantant en solitari a Graz, Àustria. A més de la seva carrera a la música, ha participat en programes de la televisió nacional d'Eslovènia (EMA en 2002 i Eurolaul en 2003).

## El seu pas per Eurovisió
Švajger va representar al seu país en el Festival d'Eurovisió en dues ocasions: al 1995 a Dublín amb la cançó "Prisluhni Mi" ("Escolta'm") amb la qual va obtenir la 7a plaça amb 84 punts. Continua sent la millor plaça obtinguda pel país juntament amb el resultat del Festival de la Cançó d'Eurovisió 2001.
La segona vegada que va participar en aquest certamen, va ser el 1999 a Jerusalem amb la cançó "For A Thousand Years" ("Per mil anys") amb la qual va finalitzar en el 11° lloc amb 50 punts.

## Àlbums
- 1994: V objemu noči
- 1995: Prisluhni mi
- 1998: Trenutki
- 1999: Še tisoč let
- 2001: Plameni
- 2005: Najlepše uspešnice
- 2008: Moji obrazi
- 2013: Moji obrazi